# كرايغ ويلسون (لاعب كرة قاعدة أمريكي)
كرايغ ويلسون (بالإنجليزية: Craig Wilson)‏ هو لاعب كرة قاعدة أمريكي، ولد في 28 نوفمبر 1964 في أنابولس في الولايات المتحدة.

## وصلات خارجية
- كرايغ ويلسون على موقعبيزبول رفرنس.كوم (الدوري الرئيسي) (الإنجليزية)
- كرايغ ويلسون على موقعبيزبول رفرنس.كوم (الدوري الثانوي) (الإنجليزية)